# Willem Draps
Willem Draps (Boston (VS), 3 mei 1952) is een voormalig Belgisch volksvertegenwoordiger, staatssecretaris en burgemeester.

## Levensloop
Draps promoveerde in 1976 tot licentiaat in de rechten aan de Université libre de Bruxelles. Hij behaalde er in 1978 ook een certificaat in de criminologie. Na stage bij de advocatenassociatie Janson, Baugniet et associés, werd hij in 1979 advocaat aan de balie van Brussel.
Hij engageerde zich voor de liberalen en was van 1973 tot 1976 voorzitter van de Jeunesses Libérales in Sint-Pieters-Woluwe. Van 1975 tot 1976 was Draps eveneens voorzitter van de Belgische Federatie van Liberale Studenten en van 1976 lid van het Executieve Comitee of European Democrat Students. Van 1977 tot 1978 was hij vervolgens lid van het uitvoerend comité van de Parti Libéral Bruxellois, die in 1979 opging in de Franstalige liberale partij PRL. Van 1981 tot 1990 was Draps secretaris-generaal van de Brusselse federatie van deze partij. 
In 1980 was Draps attaché op het kabinet van Albert Demuyter, staatssecretaris voor de Franse Gemeenschap in de Regering-Martens III. Vervolgens was hij van 1981 tot 1983 adviseur-secretaris van opnieuw Albert Demuyter en daarna van 1983 tot 1985 adjunct-kabinetschef van Paul Hatry, beiden minister van het Brussels Gewest in de Regering-Martens V. Bovendien was hij van 1983 tot 1985 secretaris van de Executieve van het Brussels Gewest. Daarna was hij van 1985 tot 1987 adviseur op het kabinet van Georges Mundeleer, staatssecretaris voor Justitie en Middenstand in de Regering-Martens VI.
Intussen was Draps ook actief geworden in de lokale politiek. In oktober 1976 werd hij voor het eerst verkozen tot gemeenteraadslid van Sint-Pieters-Woluwe, hetgeen hij bleef tot in december 2024. Van 1983 tot 1988 was hij er schepen van Openbare Werken en Huisvesting en van 1989 tot 2007 eerste schepen, in 1989-'94 bevoegd voor Openbare Werken en Stedenbouw, in 1995-2006 voor Openbare Werken, Leefmilieu en Huisvesting en in 2006-'07 voor Openbare Werken, Mobiliteit, Leefmilieu en Stedenbouw. Van 2007 tot 2008 was Draps dienstdoend burgemeester van de gemeente en vervolgens van 2008 tot 2012 effectief burgemeester. 
Van 1985 tot 1987 was Draps tevens provincieraadslid van Brabant. In dat laatste jaar begon Draps een parlementaire loopbaan. Van 1987 tot 1991 en van 1992 tot 1995 zetelde hij voor het arrondissement Brussel in de Kamer van volksvertegenwoordigers, waar hij actief was in de commissies Justitie, Infrastructuur en Sociale Zaken. Ook was hij van 1989 tot 1992, van 1995 tot 2000 en van 2004 tot 2009 lid van het Brussels Hoofdstedelijk Parlement. Daar was hij van 1989 tot 1992 en van 1999 tot 2000 voorzitter van de commissie Infrastructuur, Openbare Werken en Verkeerswezen, van 1999 tot 2000 en van 2004 tot 2014 secretaris, van 2004 tot 2009 voorzitter van de commissie Infrastructuur en van 2016 tot 2019 ondervoorzitter. Van 1987 tot 1991 en van 1992 tot 1995 zetelde Draps daarnaast in de Raad van de Franse Gemeenschap, waar hij van 1989 tot 1991 secretaris was, en van 1995 tot 1999 in het Parlement van de Franse Gemeenschap. Bij de Brusselse gewestverkiezingen van mei 2019 stelde de toen 67-jarige Draps zich niet langer kandidaat. Van oktober 2000 tot juli 2004 was hij bovendien staatssecretaris in de Brusselse Hoofdstedelijke regering, bevoegd voor Ruimtelijke Ordening, Monumenten en Landschappen en Bezoldigd Vervoer van Personen.
Tevens vervulde Draps verschillende bestuursmandaten. Zo was hij van 1985 tot 1987 bestuurslid bij de Nationale Maatschappij der Belgische Spoorwegen (NMBS), van 1983 tot 2000 bestuurslid en van 1995 tot 2000 ondervoorzitter van de openbare vervoersmaatschappij MIVB, van 2002 tot 2008 ondervoorzitter van de gemeentelijke holding Publi-T en van 2007 tot 2009 bestuurslid van de Brusselse intercommunale voor de distributie van water. 